# Euodynerus pallidus
Euodynerus pallidus är en stekelart som först beskrevs av Giordani Soika 1977.  Euodynerus pallidus ingår i släktet kamgetingar, och familjen Eumenidae. Inga underarter finns listade i Catalogue of Life.